# 6324 Kejonuma
6324 Kejonuma è un asteroide della fascia principale. Scoperto nel 1991, presenta un'orbita caratterizzata da un semiasse maggiore pari a 2,5779863 UA e da un'eccentricità di 0,1536276, inclinata di 2,30545° rispetto all'eclittica.
L'asteroide è dedicato alla riserva di Kejo-numa, una zona umida protetta dalla Convenzione di Ramsar nella prefettura di Miyagi in Giappone.